# Myzocallis granovskyi
Myzocallis granovskyi är en insektsart som beskrevs av Boudreaux och Tissot 1962. Myzocallis granovskyi ingår i släktet Myzocallis och familjen långrörsbladlöss. Inga underarter finns listade i Catalogue of Life.